# جنگ‌های استقلال آمریکای لاتین
جنگ‌های استقلال آمریکای لاتین (انگلیسی: Latin American wars of independence) انقلاب‌هایی بود که در اواخر قرن ۱۸ و اوایل قرن نوزدهم اتفاق افتاد و منجر به ایجاد تعدادی کشورهای مستقل در آمریکای لاتین شد. این انقلاب‌ها به دنبال انقلاب‌های آمریکا و فرانسه رخ داد و تأثیرات عمیقی بر مستعمرات انگلیسی، اسپانیایی، پرتغالی و فرانسوی در آمریکا داشت. هائیتی، یک مستعمره فرانسوی، اولین کشوری بود که در سالهای ۱۷۹۱ تا ۱۸۰۴ طی جنگ‌های استقلال طلبانه‌ای که داشت از استعمار فرانسه آزاد شد.

## جنگ شبه جزیره
جنگ شبه جزیره ناشی از اشغال اسپانیا توسط ناپلئون، باعث شد که مهاجران اروپایی اسپانیا در مستعمره‌های آمریکایی وفاداری خود به اسپانیا را زیر سؤال ببرند و به جنبش‌های استقلال طلبانه‌ای بپیوندند که نزدیک به دو دهه بطول انجامید. همزمان، پادشاهی پرتغال در زمان اشغال فرانسه به برزیل نقل مکان کرد. پس از آنکه دربار سلطنتی به لیسبون بازگشت، شاهزاده پدرو، در برزیل باقی ماند و در سال ۱۸۲۲، خود را امپراتور یک برزیل تازه و مستقل اعلام کرد.

## شرایط قبل از انقلاب

### انقلاب آمریکا
شورش سیزده مستعمره بریتانیا در آمریکای شمالی به دلیل چندین عامل، از جمله مالیات تحمیلی، اعمال سرکوب، و عدم حضور نمایندگی آمریکا در دولت بریتانیا شعله‌ور شد. این بسیاری از استعمارگران را ناراحت کرد و در نهایت به جرقه‌ای برای شعله‌ور شدن جنگ انقلابی در آمریکا شد. این جنگ بعد از شکست ارتش بریتانیا با کمک فرانسه در سال ۱۷۷۵ آغاز شد و تا اکتبر ۱۷۸۱ ادامه یافت. کورن واللیز ژنرال بریتانیایی در یورک تاون و پیرجینیا شکست خورد. استعمارگران آمریکایی دولتی با نظام جمهوری فدرال و متکی به عصر روشنگری را تأسیس کردند.

### انقلاب فرانسه
انقلاب فرانسه (۱۷۹۹–۱۷۸۹) با تهاجم به زندان باستیل آغاز شد و دوره‌ای از تحولات سیاسی و اجتماعی در تاریخ سیاسی فرانسه و اروپا بود که طی آن ساختار دولت فرانسه، که قبلاً یک سلطنت مطلقه فئودالی با امتیازهایی برای اشرافیت و روحانیت کاتولیک، بود با تغییراتی ریشه‌ای به دولتی مبتنی بر اصول روشنگرایی، دموکراسی، که در آن حقوق شهروندی قابل انکار نبود تبدیل شد. این تغییرات با خشونت و اعدام و سرکوب در دیگر کشورهای اروپایی همراه بود.

### جنگ ناپلئون
جنگ‌های ناپلئون به جمله جنگ‌های فرانسه با سایر کشورهای اروپایی اطلاق می‌شود که بین فرانسه (به رهبری ناپلئون بناپارت) و اتحاد کشورهایی مانند بریتانیا، پروس، اسپانیا، پرتغال، روسیه و اتریش در زمان‌های مختلف از زمان جنگ ۱۷۹۹ تا ۱۸۱۵ روی داده‌است.

### انقلاب هائیتی
جنبش‌های استقلال در آمریکای جنوبی را می‌توان به شورش بردگان در مزارع شمال این قاره و کارائیب مرتبط کرد. در سال ۱۷۹۱، یک شورش عظیم بردگان در مستعمره‌های فرانسه شروع شد. به‌دنبال این شورش قیام خونین خوزه لئوناردو چیرینو و خوزه کاریداد گونزالس در سال ۱۷۹۵ در ونزوئلا روی داد که از انقلاب هائیتی الهام گرفته بود.

## استعمارگری پرتغال در قاره آمریکا
پس از چند شورش شکست خورده، مستعمره پرتغالی برزیل اعلام استقلال کرد و توسط پرنس پدرو یک امپراتوری محلی مستقل تشکیل شد. جنگ بین برزیلی‌ها و پرتغالی‌ها از فوریه سال ۱۸۲۲، تا نوامبر ۱۸۲۳، زمانی که آخرین پادگان پرتغال تسلیم شد، ادامه یافت. امپراتوری برزیل در کودتای سال ۱۸۸۹ سرنگون شد و حاکمیت به جمهوری تبدیل شد.

## جنگ‌های استقلال در مستعمره‌های اسپانیائی در آمریکا
با جنگ‌های ناپلئون بحران مشروعیت سیاسی در اسپانیا موجب واکنش در مستعمره‌های برون مرزی اسپانیا شد.
اولین کشورهایی که به استقلال دست یافتند؛ مراکز قدیمی قدرت اسپانیا در مکزیک و پرو بود ولی جزایر کوبا و پورتوریکو دو استثناء بودند که این دو کشور نیز در سال ۱۸۹۸ مستقل شدند.

### آرژانتین
پس از شکست اسپانیا در جنگ‌های شبه جزیره و به قدرت رسیدن پادشاه فرناندو هفتم، استعمار اسپانیا در آرژانتین، بولیوی، پاراگوئه، پرو و اروگوئه کنونی بسیار ضعیف شد. نخبگان محلی، خسته از محدودیت‌های مالی اسپانیا و مالیات، این فرصت را به دست آوردند و در انقلاب ماه مه سال ۱۸۱۰، فردیناند را حذف کرده اولین دولت محلی، را تشکیل دادند.

### کشورهای دیگر
ونزوئلا، پرو، پاراگوئه، اروگوئه، مکزیک، اکوادور، کلمبیا، شیلی و بولیوی از دیگر مستعمره‌های اسپانیا بودند که یکی پس از دیگری استقلال خود را به‌دست آوردند.